# فنسنت-لويس ستينزيل
فنسنت-لويس ستينزيل (بالألمانية: Vincent-Louis Stenzel)‏ هو لاعب كرة قدم ألماني في مركز الوسط، ولد في 13 أكتوبر 1996 في لونن في ألمانيا. شارك مع منتخب ألمانيا الوطني لكرة القدم تحت 15 سنة ‏ ومنتخب ألمانيا تحت 16 سنة لكرة القدم ومنتخب ألمانيا تحت 17 سنة لكرة القدم. أما مع النوادي، فقد لعب مع بوروسيا دورتموند ب.

## وصلات خارجية
- فنسنت-لويس ستينزيل على موقع قاعدة بيانات كرة القدم.إي يو (الإنجليزية)
- فنسنت-لويس ستينزيل على موقع بيانات كرة القدم. دي إي (الألمانية)
- فنسنت-لويس ستينزيل على موقع Soccerway.com (الإنجليزية)
- فنسنت-لويس ستينزيل على موقع عالم كرة القدم.نت (الإنجليزية)